# Uwłaszczenie chłopów na ziemiach polskich

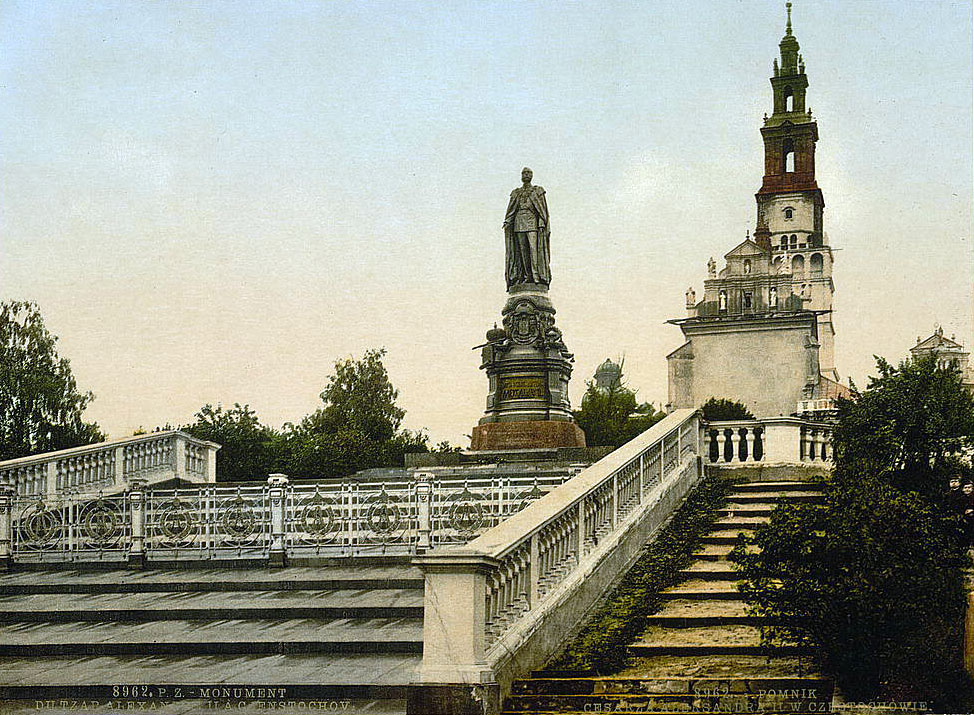
Pomnik Aleksandra II, Cara-Wyzwoliciela wzniesiony w 1899 roku w Częstochowie z dobrowolnych składek chłopów polskich.

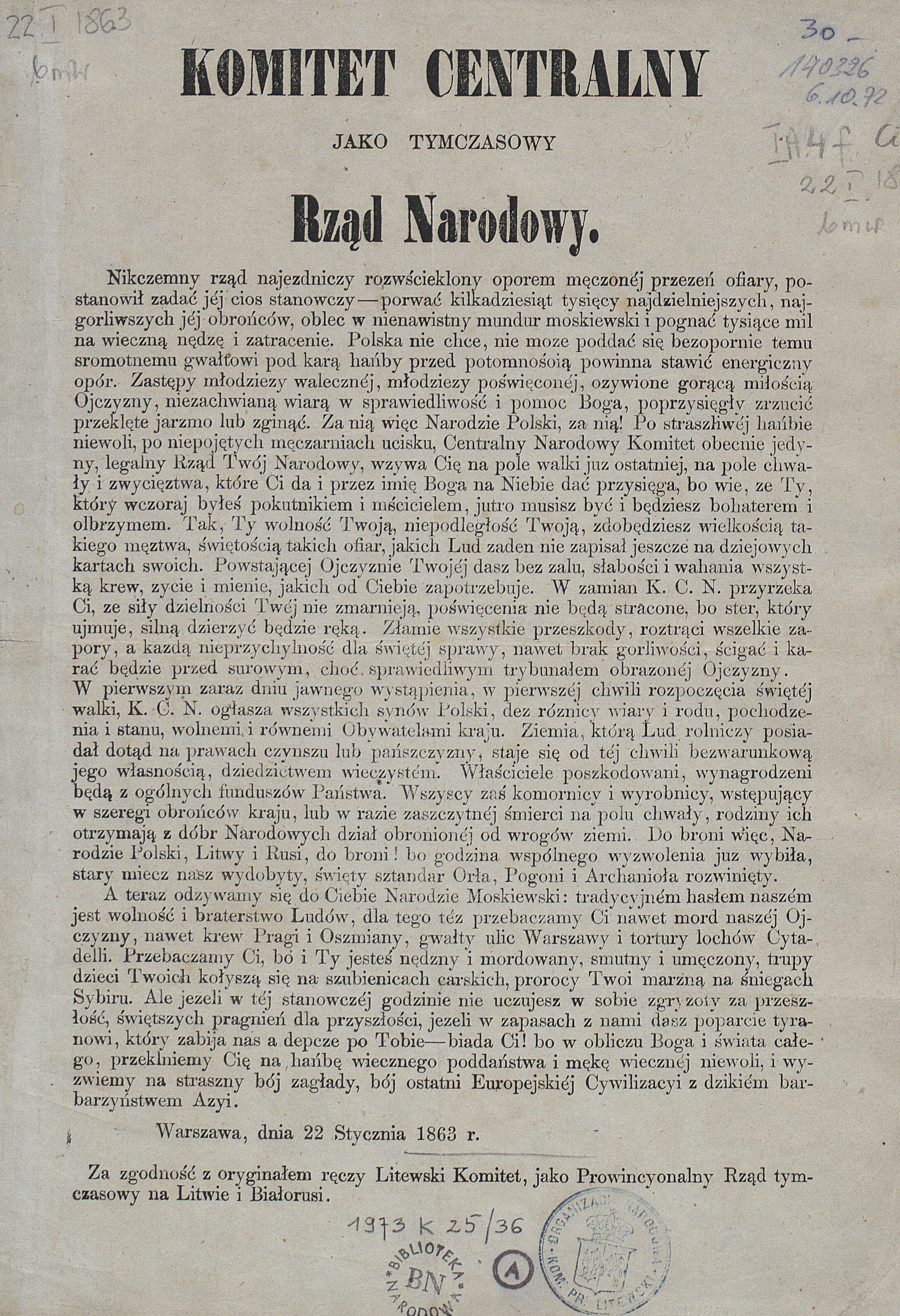
Manifest Rządu Narodowego (powstania styczniowego) z 22 stycznia 1863, ogłaszający uwłaszczenie chłopów

Złota Hramota – dekret powstańczego Rządu Narodowego z 31 marca 1863 roku w języku ukraińskim, ogłaszający uwolnienie i uwłaszczenie chłopów ukraińskich

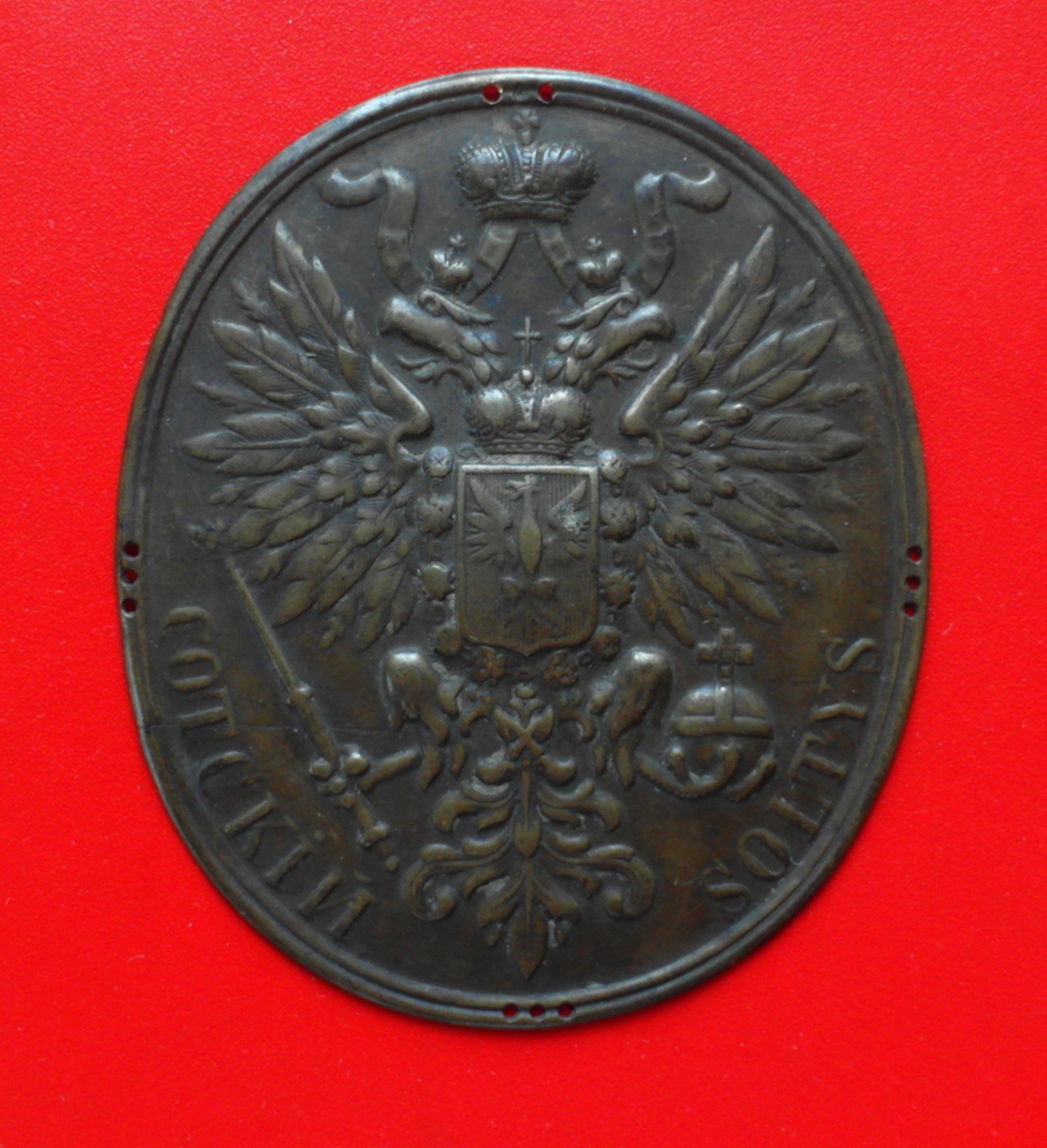
Znak sołtysa w zaborze rosyjskim

Uwłaszczenie chłopów na ziemiach polskich – nadanie chłopom prawa własności do posiadanej przez nich ziemi, połączone ze zniesieniem obciążeń feudalnych, tj. poddaństwa, pańszczyzny, czynszu, darmoch itp. Na ziemiach polskich uwłaszczenie przeprowadzono: w Galicji, czyli zaborze austriackim w 1848 r., w zaborze pruskim w latach 1808–1850, natomiast w zaborze rosyjskim dwuetapowo w latach 1861-1864; w 1861 r. na tzw. ziemiach zabranych, a w 1864 r. w rosyjskim Królestwie Polskim (Kongresówce). Kwestia uwłaszczenia chłopów w Królestwie Polskim stała się przedmiotem ostrej politycznej rozgrywki między caratem a powstańcami.
W Królestwie Polskim pod zaborem rosyjskim nadanie chłopom ziemi na własność, przeprowadzono na mocy ukazu o uwłaszczeniu włościan w Królestwie Polskim wydanego 19 lutego?/2 marca 1864 przez cara Aleksandra II Romanowa, wprowadzającym uwłaszczenie pełne i natychmiastowe za odszkodowaniem. Były to warunki podobne do ogłoszonych przez Rząd Narodowy w manifeście z 22 stycznia 1863, wprowadzającym uwłaszczenie bez wykupu i zapewniający właścicieli majątków ziemskich, że wynagrodzeni będą z ogólnych funduszów Państwa. Ruch chłopski z 1861 roku, obejmujący swym zasięgiem kilkaset wsi był sygnałem, że stosunki na wsi należy zmienić, ponieważ właśnie tego roku uwłaszczono m.in. polskich chłopów na ziemiach zabranych, jednak pominięto Kongresówkę. Chłopi żywili nadzieje że posiadaną ziemię otrzymają na własność bez zobowiązań, uważali też, że mają prawo do lasów i gruntów folwarcznych. Antyfeudalne wystąpienia nie przyniosły chłopom spodziewanych rezultatów, przyczyniły się jednak do zmiany renty odrobkowej na pieniężną. Na większe reformy przed powstaniem styczniowym właściciele ziemscy nie zdobyli się. Wiosną 1863 chłopi w Królestwie faktycznie zaprzestali wszelkich świadczeń na rzecz dworów. Narastające niezadowolenie i wzrost świadomości chłopskiej utwierdzał ich w przekonaniu że właściciele ziemscy zrobią wszystko aby nie dopuścić do nadania włościanom ziemi na własność, co miało znaczny wpływ na postawę chłopów w czasie powstania styczniowego. W związku z napiętą sytuacją na wsi trwającą aż do wybuchu powstania w 1863 roku rząd powstańczy nie szczędził chłopom obietnic, obiecując że ziemia którą posiadają stanie się ich własnością wraz z budynkami. Chłopom małorolnym i bezrolnym za udział w powstaniu obiecywano co najmniej po 3 morgi ziemi. Chłopi zachowali jednak sceptycyzm wobec obietnic rządu powstańczego. Ukaz carski z 2 marca 1864 potwierdzał zasadę uwłaszczenia chłopów w Królestwie Polskim bez obowiązku spłat na rzecz dotychczasowych właścicieli gruntu i z pełną indywidualną własnością ziemi. Zasady te, odrębne od regulacji na innych terenach imperium rosyjskiego miały odebrać powstaniu styczniowemu poparcie chłopów i były świadomym elementem jego pacyfikacji. Konsekwencją powstania styczniowego była również modyfikacja zasad reformy agrarnej na tzw. ziemiach zabranych, na korzyść chłopów.
Uwłaszczenie przeprowadzono za odszkodowaniem pieniężnym przyznanym byłym właścicielom, głównie szlachcie i klerowi.

## Polskie próby uwłaszczenia chłopów
Główne miejsce na drodze do uwłaszczenia chłopów zajmowała pańszczyzna. Jednymi z pierwszych wspierających chłopów w walce o zniesienie pańszczyzny byli Bracia Polscy. W ich ideologii wysokie miejsce zajmowało hasło sprawiedliwości i równości społecznej, co usiłowała realizować w praktyce ariańska szlachta kujawska poprzez uwalnianie chłopów od pańszczyzny. Jednym ze znanych braci polskich który uwolnił chłopów od pańszczyzny był Samuel Przypkowski. Pańszczyznę zniósł w swoim majątku w Przytkowicach.
Zniesienia poddaństwa chłopów i likwidacji pańszczyzny stojących na drodze do uwłaszczenia włościan domagali się również jakobini polscy.
W 1792 roku Sejm uchwalił Ustawę o sprzedaży królewszczyzn, która oddawała chłopom osiadłym w królewszczyznach użytkowany grunt na własność, nadawała im wolność osobistą (po rozwiązaniu kontraktu z dziedzicem), prawo wychodu i uwolnienie z poddaństwa włościan nieposiadających gruntu – ustawa ta jednak nie weszła w życie na skutek przegranej wojny w obronie Konstytucji 3 maja z Rosją i II rozbioru Polski.
W 1794 roku Tadeusz Kościuszko w oparciu o art. IV Konstytucji 3 Maja wydał Uniwersał połaniecki (właśc. Uniwersał urządzający powinności gruntowe włościan i zapewniający dla nich skuteczną opiekę rządową, bezpieczeństwo własności i sprawiedliwość w komisjach porządkowych), w którym zmniejszono ilość pańszczyzny, nadano chłopom wolność osobistą, zakaz rugów i nieusuwalność z gruntu.
Niedługo przed III rozbiorem Polski w 1794 roku Hugo Kołłątaj opracował ustawę, na podstawie której gwarantowano chłopom biorącym udział w Powstaniu kościuszkowskim nadanie na własność ziemi przez nich użytkowanej, a w razie ich śmierci – ich synom.
Kolejnym zwolennikiem uwłaszczenia chłopów, przed i w czasie powstania listopadowego był Jan Olrych Szaniecki. Głównym przedmiotem jego działania w parlamencie była kwestia włościańska. Jan Olrych Szaniecki zdecydowanie opowiadał się za uwłaszczeniem chłopów. Sam już przed 1825 r. zniósł w swych majątkach pańszczyznę, zastępując ją czynszami i jako pierwszy nadał swym chłopom nazwiska. W okresie powstania listopadowego Szaniecki rozwinął w Izbie Poselskiej niezwykle żywą i zdecydowaną działalność. 6 stycznia 1831 r. w „Dzienniku Powszechnym Krajowym” opublikował artykuł „O celach i środkach rewolucji”. Przemawiając w sejmie za ustawą o uwłaszczeniu chłopów, mówił, cytat:
Odznaczmy sejm nasz teraźniejszy uchwałą niszczącą ostatni zabytek feudalizmu – pańszczyznę. Uchwała ta postawi Polskę na stopniu odpowiednim cywilizacji europejskiej, na stopniu szczęścia i swobód prawdziwej wolności. (...) Milion rąk podniesiemy ku obronie tej ziemi
Przywódcy powstania przeciwni byli jednak myśli zniesienia pańszczyzny i uwłaszczenia chłopów, a tylko tak można było uzyskać ich poparcie i udział w powstaniu. Uwłaszczenie chłopów na ziemiach polskich planowały dwie emigracyjne organizacje Komitet Narodowy Polski i Zemsta Ludu, założone przez Joachima Lelewela.
Ostatnia polska próba niezrealizowanego uwłaszczenia chłopów została podjęta w 1863 w czasie powstania styczniowego przez Tymczasowy Rząd Narodowy z inspiracji stronnictwa czerwonych w wydanym 22 stycznia 1863 „Manifeście”, który oprócz wezwania do walki ogłosił uwłaszczenie chłopów. Wiosną 1863 włościanie w Królestwie Polskim zaprzestali faktycznie świadczeń na rzecz dworów.

## Realizacja uwłaszczenia chłopów
Reformy uwłaszczeniowe na terenie Polski dokonane przez władze zaborcze:
- od ok. 1808 do ok. 1850 w zaborze pruskim[potrzebny przypis],
  - w roku 1823 w Wielkim Księstwie Poznańskim,
- w roku 1848 w zaborze austriackim (w Galicji)
- w roku 1861 w części zaboru rosyjskiego (na tzw. ziemiach zabranych)
- w roku 1864 w pozostałej części zaboru rosyjskiego, czyli w rosyjskim Królestwie Polskim.

### Uwłaszczenie chłopów w zaborze pruskim
Najbardziej rozciągnięta w czasie okazała się reforma uwłaszczeniowa w Prusach. Forsowała ona odgórne, stopniowe uwłaszczenie chłopów za odszkodowaniem, z zapewnieniem przewagi ekonomicznej i politycznej ziemiaństwa, tak by nie zmienić rewolucyjnie podstaw gospodarki państwa. Przejawiało się to między innymi tym że ziemianin z 1 morgi ziemi folwarcznej płacił 1 grosz srebrny i 5 fenigów podatku, natomiast chłop z 1 morgi ziemi płacił 6 groszy i 7 fenigów podatku. Nawet urzędnicy pruscy stwierdzali, że są to nadmierne ciężary fiskalne nakładane na chłopów. W latach 1807–1872 stopniowo uwłaszczono chłopów (nadano im ziemię przez nich uprawianą na własność) za odszkodowaniem w formie nadziału ziemi lub w formie pieniężnej. Wraz z uwłaszczeniem dokonano likwidacji serwitutów, wspólnot gruntowych, komasacji i regulacji gruntów. Dzięki temu nie dopuszczono do rozdrobnienia gospodarstw chłopskich, co nastąpiło w austriackiej Galicji. Proces uwłaszczenia polskich chłopów w zaborze pruskim nie był jednolity, ponieważ uwłaszczenie znacznie szybciej objęło ziemię chełmińską, Pomorze Nadwiślańskie (Pomorze Gdańskie) i Warmię niż Poznańskie.
Proces uwłaszczenia na ziemiach pruskich przebiegał następująco:
- 1799 – zamiana pańszczyzny na czynsz w dobrach królewskich, początkowo dobrowolna od 1808 obowiązkowa,
- 1807 – likwidacja poddaństwa, zależności osobistej, wymogu zgody pana feudalnego na czynności prawne chłopów, przywiązania do ziemi, sądownictwa dominialnego i pozwolenie na swobodny obrót ziemią,
- 1808 – uwłaszczenie chłopów w dobrach państwowych, z wykupem świadczeń poddańczych,
- 1811 – uwłaszczenie chłopów w dobrach prywatnych na podstawie dobrowolnych umów lub z urzędu, za odszkodowaniem dla feudała w ziemi i spłatą renty feudalnej, zniesienie serwitutów,
- 1816 – ograniczenie reformy z 1811, rezygnacja z uwłaszczenia z urzędu, dozwolenie zawierania umów dobrowolnych tylko przez zamożniejszych chłopów
- 1821 – tzw. reluicja, wykup powinności chłopskich dla ogółu gospodarstw,
- 1823 i 1836 – częściowe uwłaszczenie w Wielkim Ks. Poznańskim, dla chłopów w dobrach prywatnych i państwowych, na podstawie dobrowolnej umowy i odszkodowaniem w ziemi, gotówce, naturze lub pańszczyźnie,
- 1848–1850 – dopuszczenie do regulacji uwłaszczeniowych wszystkich gospodarstw, na podstawie dobrowolnych umów, za odszkodowaniem, zniesienie powinności i uprawnień feudalnych,
- 1858 – powszechne zawieranie umów regulacyjnych,
- 1865–1872 – spłata zobowiązań chłopskich, także dzięki pomocy państwa i instytucji bankowych.

Pruski model przemian określa się niekiedy jako „pruską drogę do kapitalizmu”. Termin ten wprowadził Włodzimierz Lenin w monografii Rozwój kapitalizmu w Rosji (1899), przeciwstawiając go modelowi amerykańskiemu. Jego zdaniem ten drugi miał charakter wolnorynkowy i spontaniczny („od dołu”), natomiast ten pierwszy był procesem zainicjowanym i kontrolowanym przez państwo („od góry”). Charakterystyczną cechą uwłaszczenia pruskiego było przerzucenie niemal całego ciężaru transformacji własnościowej na chłopów. Dodatkowo w ramach postępowania uwłaszczeniowego (na podstanie edyktu z 1811 i deklaracji z 1816) do 1848 roku chłopi w Zachodnich i Wschodnich Prusach oraz w prowincji pomorskiej utracili około 25% posiadanej przez nich ziemi przed uwłaszczeniem.
Jako efekt „pruskiej drogi” wskazywano: 1) umocnienie się dużej własności junkierskiej w wyniku systemu odszkodowań w gruncie oraz poprzez przejmowanie niewydolnych gospodarstw chłopskich (w Kongresówce czy w Galicji w wyniku przemian kapitalistycznych duża własność uległa raczej ograniczeniu), 2) zanik nieefektywnych gospodarstw chłopskich, od początku obciążonych wysokimi odszkodowaniami i szybko przejmowanych przez junkrów lub bogatszych chłopów (w Kongresówce i zwłaszcza w Galicji drobne gospodarstwa zaczęły przeważać), 3) powstanie silnej średniej warstwy chłopskiej, zdolnej do aktywnego uczestniczenia w gospodarce towarowo-pieniężnej (w Kongresówce i w Galicji ta warstwa była stosunkowo słaba); 4) stworzenie warstwy robotników folwarcznych oraz umożliwienie płynnego przepływu siły najemnej ze wsi do miast, przyczyniając się tym samym do szybszego uprzemysłowienia.
Pod koniec XX wieku termin zaczął wychodzić z użycia. Powodem jest szereg wątpliwości, dotyczących zasadności leninowskiej typologii. Wskazuje się m.in., że w samych Prusach przemiany własnościowe w rolnictwie nie miały charakteru homogenicznego, oraz że o ile w prowincjach wschodnich istotnie wykazywały one cechy wskazane przez Lenina, o tyle w prowincjach zachodnich bliższe one były raczej modelowi „od dołu”. Podkreśla się, że w prowincjach wschodnich, dla których „pruska droga” miała być jakoby charakterystyczna (Prusy Wschodnie, Pomorze, Poznańskie), poziom urbanizacji i uprzemysłowienia był właśnie stosunkowo niski. Niektórzy uważają, że również w Galicji czy Kongresówce ciężar transformacji został przerzucony głównie na chłopów, z tym że odmiennie niż w Prusach, przyjęty model przemian rozłożył go na wiele dekad czy kilka pokoleń. Są historycy, którzy wręcz uważają, że „pruską drogą” przeprowadzano uwłaszczenie we wszystkich trzech państwach zaborczych. Obecnie termin „pruska droga do kapitalizmu” jest uważany za kontrowersyjny i raczej porzucony przez historyków.

### Uwłaszczenie chłopów w zaborze austriackim
Nadanie ziemi chłopom na własność w zaborze austriackim przeprowadzono w 1848 r. Znaczący wpływ na uregulowanie kwestii uwłaszczenia chłopów wywarły następujące wydarzenia: powstanie krakowskie, rabacja chłopska i Wiosna Ludów. Pod ich presją cesarz Ferdynand I Habsburg podpisał reskrypt uwłaszczający chłopów w zaborze austriackim. Reskrypt podpisany 17 kwietnia 1848 roku obejmował wszystkich chłopów bez względu na wielkość posiadanego przez nich gospodarstwa rolnego, pomijał jednak bezrolnych mieszkańców wsi. Z uwłaszczenia wyłączono grunty będące w czasowej dzierżawie chłopskiej.
Zniesiono wszelkie dzierżawy gruntowe wynikające z poddaństwa (pańszczyzny, daniny, czynsze) w zamian za planowane odszkodowania dla właścicieli ziemskich. Wyliczoną kwotę odszkodowania dzielono na trzy. Jedną część skreślano a pozostałe dwie części należności miały wypłacić feudałowi po połowie rząd wiedeński i rząd krajowy w Galicji. W 1849 roku przystąpiono do tworzenia funduszu opartego na dodatkowych podatkach nałożonych na ludność. Z funduszu tego wydawano właścicielom ziemskim obligacje na całą sumę odszkodowania w wysokości 5%. Obligacje (listy indemnizacyjne) były wykupywane do 1898 roku. Ich giełdowa wartość wynosiła około 70% wartości nominalnej. Natomiast pańszczyznę chałupników i komorników zniesiono bezpłatnie w 1849 roku.

### Uwłaszczenie chłopów w zaborze rosyjskim
Najwcześniej uwłaszczenia na ziemiach polskich w zaborze rosyjskim polscy chłopi doczekali się na ziemiach zabranych (tereny dzisiejszej Litwy, Białorusi i Ukrainy oraz Białostocczyzny w Polsce), ponieważ ukaz cara Aleksandra II Romanowa ukazał się już w 1861 roku wraz z nadaniem chłopom ziemi na własność. Ukaz ten jednak nie objął rosyjskiego Królestwa Polskiego (Kongresowego), mimo że znajdowało się ono pod zaborem rosyjskim. Ruch i bunt polskich chłopów z Kielecczyzny, radomskiego, Lubelszczyzny, częstochowskiego, kaliskiego, łódzkiego, części Kujaw, warszawskiego czy Suwalszczyzny (czyli Kongresówki) przybrał na sile po tym, kiedy dowiedzieli się, że polscy chłopi z Białostocczyzny, Wileńszczyzny, Grodzieńszczyzny, Mińszczyzny, Polesia, Wołynia czy Podola otrzymali już ziemię na własność (z racji, że były to regiony znajdujące się na ziemiach zabranych). 
Nadanie chłopom na własność ziemi którą użytkowali w rosyjskim Królestwie Polskim przeprowadzono w 1864 na mocy ukazu cara Rosji Aleksandra II Romanowa. Wraz z ziemią chłopi na własność otrzymali zabudowania i inwentarz. Ponadto zobowiązano dwór aby zwrócił chłopom ziemie które włączono do folwarków po 1846 roku. Ogółem w wyniku uwłaszczenia w 1864 roku włościanie otrzymali na własność 7,8 mln morgów ziemi. W zamian za to obciążono ich wieczystym podatkiem gruntowym, z którego miały być wypłacane odszkodowania dla ziemian.
Projekt reform uwłaszczeniowych opracował Mikołaj Milutin. Rząd rosyjski przeprowadził reformę uwłaszczeniową w 1864 roku w sposób bardzo korzystny dla chłopów, otrzymali oni na własność wszystkie użytkowane grunty, wykup stał się obowiązkowy a sumy wykupowe obniżono, wszelkie powinności pańszczyźniane zlikwidowano z dniem 15 kwietnia 1864 roku. Natomiast niejasno sprecyzowana sprawa serwitutów stała się przedmiotem sporu między wsią a dworem. Ustanowiono też nowy podatek gruntowy, między innymi z tego podatku właścicielom ziemskim wypłacono około 120 milionów rubli, będących odszkodowaniem za utraconą ziemię. Odszkodowania wypłacano przez ponad 40 lat i odbywało się ono drogą corocznego losowania list likwidacyjnych: listy dawały 4% zysku.
Bez względu na motywy działania Caratu uwłaszczenie było dobrodziejstwem dla polskiej wsi, dlatego chłopi nie tylko za sprawą rosyjskich nakazów w Częstochowie wznieśli w 1889 przy wejściu do klasztoru paulinów pomnik Aleksandra II -Cara-Wyzwoliciela, ufundowany ze składek chłopów z Kongresówki. Podobny pomnik postawiono po powstaniu styczniowym w Sandomierzu ze składek od okolicznych chłopów zebranych z inspiracji rosyjskich naczelników ziemskich. W guberni kieleckiej i radomskiej podobne pomniki powstały też m.in. w Ożarowie, Staszowie i we Włostowie. Strach wśród chłopów przed powrotem pańszczyzny wraz z odbudową państwa polskiego był tak wielki, że w 1914 roku wielu chłopów polskich witało armię carską z entuzjazmem. W 1916 roku publicysta związany z obozem narodowym napisał, że pomimo upływu około pół wieku chłop doskonale pamięta iż w 1864 roku to rząd rosyjski obdarował go gruntem i od pańszczyzny wyswobodził.